# Pascal Olsson
Pascal Olsson, född 11 juni 1996, är en svensk fotbollsspelare som spelar för Ahlafors IF.

## Fotbollskarriär
Olssons moderklubb är Örgryte IS, som han 2015 lämnade för spel i Gais. Inför säsongen 2016 flyttades Olsson upp i A-laget.
I juli 2016 lånades Olsson ut till Motala AIF. Den 7 september 2016 återkallades han till Gais. Olsson debuterade i Superettan den 20 september 2016 i en 5–1-vinst över Ängelholms FF, där han blev inbytt i den 87:e minuten mot James Sinclair. I juli 2017 lånades Olsson ut till division 1-klubben Assyriska BK.
Inför säsongen 2018 värvades Olsson av Västra Frölunda IF. I januari 2022 gick han till Ahlafors IF.

## Futsalkarriär
Olsson gjorde 13 mål på 18 matcher för IFK Göteborg Futsal i Svenska Futsalligan 2018/2019. Olsson debuterade för Sveriges futsallandslag den 14 april 2019 i en 7–5-förlust mot Montenegro. Dagen efter gjorde han sitt första landslagsmål i en 7–6-vinst över Tadzjikistan. Olsson gjorde 16 mål på 21 matcher i Svenska Futsalligan 2019/2020 samt fem mål på två matcher i slutspelet.